# Bulodrom

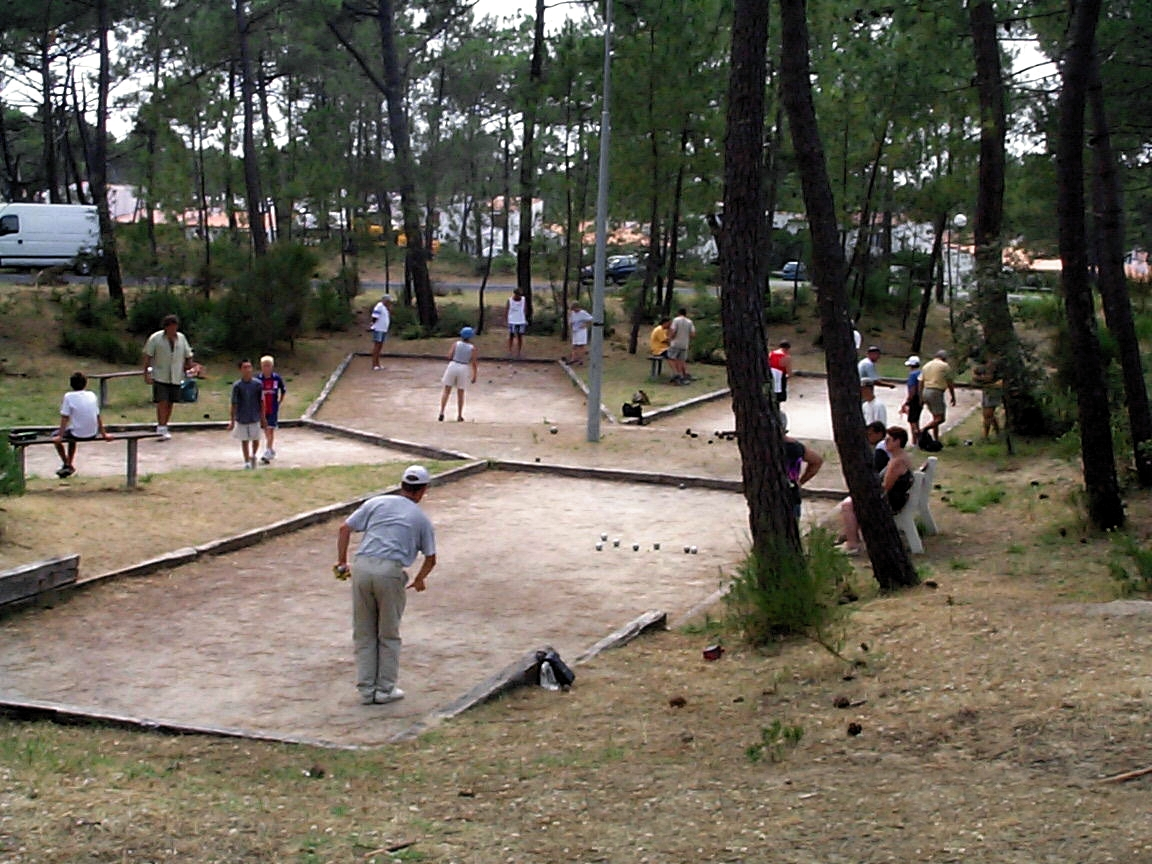
Bulodrom w La Palmyre (Francja)

Bulodrom (fr. boulodrome) – boisko lub zespół boisk do gry w pétanque, grę prowansalską lub w inne gry związane z bulami.

## Rodzaje boisk
Istnieje wiele rodzajów terenów do petanki. Można je podzielić ze względu na twardość podłoża.
- miękkie (mała liczba kamyczków lub ich całkowity brak). Tereny tego typu są najmniej wymagającymi technicznie boiskami. Da się na nich ustawiać na wszystkie możliwe sposoby: płasko (turlanie kuli), półlobami i lobami. Miękkie bulodromy to tereny "szybkie" – kula po zetknięciu z podłożem nie zwalnia znacząco. Z tego powodu, dokładne ustawianie wymaga sporej precyzji, ale niewielkich (wręcz elementarnych) umiejętności technicznych. Wybijanie "po ziemi" jest na tego typu terenach umożliwione.
- średnio-twarde (średnia liczba kamyków na stosunkowo miękkim podłożu). Boiska tego typu wymagają od zawodnika średnich umiejętności technicznych. Ustawianie jest możliwe wszystkimi metodami, jednak płaska puenta może okazać się nieskuteczna. Przy płaskim wybijaniu kula może odbić się od terenu i zboczyć z kursu. Strzelanie z tzw. "klepki" (do ok. 50 cm przed celem) jest skuteczne w większości przypadków.
- twarde (gruba warstwa kamieni pod wierzchnią warstwą mniejszych, twardych kamyków). Takie boiska są najbardziej wymagające technicznie. Płaskie ustawianie (turlanie), a także puenta półlobami nie przynosi efektów. Najskuteczniejsza (przy czym najtrudniejsza) jest puenta lobami. Przy wybijaniu, jedynie bezpośrednie trafienie kuli "w metal" jest skuteczne. Tereny twarde często pojawiają się we Francji i na zawodach rangi mistrzowskiej (Mistrzostwa Świata, Mistrzostwa Europy).

## Wymiary

### Pétanque
Minimalne wymiary boiska dla gry turniejowej wynoszą 15×4 m.

### Gra prowansalska
Boisko ma wymiary 8 × 24 m, około dwa razy większe, niż teren do gry w pétanque ze względu na dynamiczne zagrania (trzy kroki poprzedzające rzut).

### Bule lyońskie
Zgodnie z oficjalnymi zasadami, bulodrom musi mierzyć 27,5 m długości i od 2,5 do 4 metrów szerokości, z czystym placem gry 12,5 m i 7,5 m na każdym końcu. Jeden koniec jest strefą lądowania, a drugi, strefą gdzie stoją gracze stoją i skąd rozpędzają się (wykonują rozbieg) do rzutu bulą.

### Bocce
Tor do gry ma wymiary 26,5 metrów długości, i 4,5m szerokości z placem gry o długości. Z obydwu krańców zaznaczone są linie dla różnych wersji gry volo oraz raffa i punto.